# (32191) Bensharkey
(32191) 2000 NZ26 est un astéroïde de la ceinture principale d'astéroïdes découvert en 2000.

## Description
(32191) 2000 NZ26 a été découvert le 4 juillet 2000 à la Station Anderson Mesa, un des deux sites d'observation de l'observatoire Lowell en Arizona (États-Unis), par le programme Lowell Observatory Near-Earth-Object Search (LONEOS).

### Caractéristiques orbitales
L'orbite de cet astéroïde est caractérisée par un demi-grand axe de 2,66 ua, un périhélie de 2,50 ua, une excentricité de 0,06 et une inclinaison de 0,85° par rapport à l'écliptique. Du fait de ces caractéristiques, à savoir un demi-grand axe compris entre 2 et 3,2 ua et un périhélie supérieur à 1,666 ua, il est classé, selon la JPL Small-Body Database, comme objet de la ceinture principale d'astéroïdes.

### Caractéristiques physiques
(32191) 2000 NZ26 a une magnitude absolue (H) de 14,2 et un albédo estimé à 0,049.